# Versor
Versor je v kvaternionski algebri usmerjeni lok velikega kroga, ki odgovarja kvaternionu z normo enako ena.
Izraz izhaja iz latinske besede versus, kar pomeni obrnjen. Vpeljal ga je irski matematik, fizik in astronom William Rowan Hamilton (1805 – 1865). Izraz je uporabil v svoji teoriji kvaternionov.

## Definicija
Hamilton je označil versor kvaterniona {\displaystyle q\,} z oznako {\displaystyle Uq\,}. Na ta način je lahko prikazal kvaternion v polarnih koordinatah v obliki:
{\displaystyle q=TqUq\!\,,}
kjer je:
- {\displaystyle Tq\,} tenzor kvaterniona {\displaystyle q\,}. Tenzor versorja je vedno enak 1.

Posebno zanimiv je pravi versor, ki mu pripada kot π/2. Te vrste versorji imajo skalarni del enak 0 in so tako enotski vektorji. Pravi versorji v kvaternionski algebri tvorijo kroglo kvadratnih korenov iz -1. Zgledi pravih versorjev v kvaternionski grupi so {\displaystyle i,j,k\,}.
Če ima veliki krog dolžino {\displaystyle a\,} in je {\displaystyle \mathbf {r} } pol velikega kroga, potem je versor enak kvaternionu:
{\displaystyle \exp(a\mathbf {r} )=\cos a+\mathbf {r} \sin a\!\,,}
kjer je:
- {\displaystyle \exp(x)\,} eksponentna funkcija {\displaystyle f(x)\,} ({\displaystyle f(x)=e^{x}\,}.

## Definicija v linearni algebri, geometriji in fiziki
Na drugih področjih se običajno definira versor kot enotski vektor, ki določa smer usmerjenih osi ali pa usmerjenost nekega drugega vektorja. Zgleda:
- versorji kartezičnega koordinatnega sistema so enotski vektorji v smereh osi tega sistema.
- versor ali normalizirani vektor {\displaystyle {\boldsymbol {\hat {u}}}\,} neničelnega vektorja {\displaystyle u\,} je enotski vektor v smeri vektorja {\displaystyle u\,}, kar se lahko zapiše kot:

{\displaystyle {\boldsymbol {\hat {u}}}={\frac {\boldsymbol {u}}{\|{\boldsymbol {u}}\|}},}
kjer je:
- {\displaystyle \|{\boldsymbol {u}}\|} norma (dolžina) vektorja {\displaystyle {\boldsymbol {u}}}

## Hiperbolični versor
Hiperbolični versor ima obliko:
{\displaystyle \exp(ar)=\cosh \ a\ +r\ \sinh \ a\ \ {\text{ kjer je }}\ \ r^{2}=+1\!\,.}